# Holy War
Holy War – drugi album studyjny szwedzkiej formacji powermetalowej Dragonland. Wydany w 2002 roku przez Black Lotus Records.

## Lista utworów
1. Hundred Years Have Passed - 2:24
2. Majesty of the Mithril Mountains - 5:27
3. Through Elven Woods and Dwarven Mines - 5:32
4. Holy War - 6:47
5. Calm Before the Storm - 4:49
6. The Return to the Ivory Plains - 6:04
7. Forever Walking Alone - 4:55
8. Blazing Hate - 5:16
9. A Thousand Points of Light - 6:02
10. One With All - 4:24

### Bonus edycjijapońskiej
1. The Neverending Story (Cover Limahl) - 3:03
2. Allemande (Jan Sebastian Bach) - 1:05

## Wykonawcy
- Jonas Heidgert - śpiew, perkusja
- Nicklas Magnusson - gitara
- Olof Mörck - gitara
- Christer Pedersen - gitara basowa
- Elias Holmlid - instrumenty klawiszowe